# Дон Брегг
Дональд Джордж Брегг (англ. Donald George Bragg; нар. 15 травня 1935 — пом. 16 лютого 2019) — американський легкоатлет, який спеціалізувався в стрибках з жердиною.

## Із життєпису
Олімпійський чемпіон зі стрибків з жердиною (1960).
Чемпіон Панамериканських ігор зі стрибків з жердиною (1959).
Переможець у змаганнях зі стрибків з жердиною на матчевій зустрічі СРСР — США (1959).
Чемпіон США зі стрибків з жердиною (1959). Переможець олімпійських відбіркових змагань США зі стрибків з жердиною (1960). Срібний (1956—1958) та бронзовий (1953) призер чемпіонатів США у стрибках з жердиною. Чемпіон США в приміщенні зі стрибків з жердиною (1957—1961). 1961 року був 8-м у десятиборстві на чемпіонаті США.
Ексрекордсмен світу зі стрибків з жердиною (4,80; 1960).
Брегг помер у своєму будинку в Оклі, штат Каліфорнія, від наслідків хвороби Паркінсона, діабету та інсульту 16 лютого 2019 року у віці 83 років.

## Визнання
- Член Зали слави легкої атлетики США (1996)